# Gunsmith Cats
Gunsmith Cats (japonsky ガンスミス キャッツ, Gansumisu Kjaccu) je japonská seinen manga o osmi svazcích, jejímž autorem je Ken’iči Sonoda. Manga původně vycházela v časopisu Gekkan Afternoon nakladatelství Kódanša v letech 1991 až 1997. V Česku mangu vydalo nakladatelství CREW v letech 2015 až 2016. V letech 1995 až 1996 byla taktéž vytvořena stejnojmenná adaptace v podobě třídílného animovaného OVA v produkci studia OLM.

## Příběh
Devatenáctiletá Irene „Rally“ Vincent provozuje obchod se zbraněmi „Gunsmith Cats“, pracuje však také jako lovkyně odměn, což je hlavním předmět mnoha příběhů. V obou aktivitách jí pomáhá její spolubydlící a bývalá prostitutka „Minnie“ May Hopkins. Rally je zkušená střelkyně a vlastní řadu zbraní. Mimo jiné je i zkoušenou řidičkou. May je odbornicí na výbušniny a zná mnoho způsobů využití všech druhů výbušných zařízení. Bývalá zlodějka Misty Brown se později přidá k jejich týmu. V příběhu se objevuje také Becky Farrah, která je zdrojem informací o činnosti podsvětí. 
Svou prací si Rally udělala mnoho nepřátel. Například Graye, vůdce gangsterů, kteří se kromě zbraní nebojí používat bomby a jsou spojováni s terorismem, a Goldie Musou, vůdkyni mafie, která za pomocí drog manipuluje s lidmi do té míry, že mohou zabít své nejbližší. Bean Bandit, muž, který se živí doručováním nelegálního zboží, je často představován jako spojenec nebo nepřítel, a to v závislosti na chování svých klientů, které Rally většinou loví.

## Hlavní postavy
- Irene „Rally“ Vincent (japonsky アイリーン・ラリー・ビンセント, Airín Rarí Binsento)

Irene je devatenáctiletá dívka, která vlastní obchod se zbraněmi „Gunsmith Cats“. Kromě toho pracuje jako lovkyně odměn. Je hlavní hrdinkou příběhu.
- „Minnie“ May Hopkins (japonsky ミニー・メイ・ホプキンズ, Miní Mei Hopukinzu)

May je Rallyina spolubydlící a bývalá prostitutka. Má velké znalosti výbušnin a pomáhá Rally.
- Misty Brown (japonsky ミスティ・ブラウン, Misuti Buraun)

Misty je patnáctiletá bývalá zlodějka, která se občas dostala do konfliktu s Rally. Později se však s Rally a May spřátelí.
- Becky Farrah (japonsky ベッキー・ファーラ, Bekkí Fára)

Becky je Rallyin hlavní zdroj informací o všech událostech v chicagském podsvětí.
- Goldie Musou (japonsky ゴールディ・ムッソー, Górudi Mussó)

Goldie pochází z menší mafiánské rodiny ze Sicílie. Díky tvrdé práci, houževnatosti a naprosté bezohlednosti se však stala jedním z největších zločinců v Chicagu.
- Bean Bandit (japonsky ビーン・バンデット, Bín Bandetto)

Bean doručuje lidem ilegální zboží a dokáže výborně řídit. K Rally se chová buď jako přítel, nebo nepřítel, přičemž to závisí na chování jeho klientů.
- Ken Takizawa (japonsky 滝沢健

Ken Takizawa je odborník na výbušniny. Byl přítelem Minnie May a tak ji naučil všechno, co s výbušninami umí. Trpí roztroušenou sklerózou.
- Gray (japonsky グレイ, Gurei)

Gray je vůdce gangsterů a prodejce drog. Je to jeden z nejnebezpečnějších nepřátel Rally.

## Produkce
Poté, co Ken’iči Sonoda odešel z produkční společnosti Artmic, aby se mohl věnovat tvorbě komiksů, představil Kódanše některé ze svých příběhu a ilustrací. Na většinu redaktorů to neudělalo dojem, jednoho z nich však upoutala kresba dvou dívek. Ten Sonodovi navrhl, aby pro ně vytvořil příběh. Sonoda v rozhovoru uvedl, že daná kresba stála za vznikem série. V té době Sonoda neměl žádné plány pro kresbu, ale rozhodl se rozšířit svůj koncept anime Riding Bean do nového příběhu. Kvůli licenčním problém nemohl v době tvorby Gunsmith Cats používat koncept a postavy Riding Beana. Nicméně během toho, co série vycházela, mu byla vrácena autorská práva, v důsledku čehož přidal postavu Bean Bandita do příběhu série. Přestože byl Sonoda fanouškem japonského kriminálního seriálu Taijó ni hoero!, přišlo mu, že seriál neodpovídá jím preferovaném stylu westernu. Příběh série je inspirován americkými akčními filmy, jako je Francouzská spojka a Bratři Bluesovi.
Sonoda vybral Shelby GT500 jako Rallyno auto poté, co si uvědomil, že se ve filmech ze 70. let často objevoval Ford Mustang. Zkoumal různé modely a vybral GT500, protože byl nejvýkonnější, než že by jej nějakým způsobem přitahoval. Při kreslení zbraní se Sonoda inspiroval v časopisech a používal vlastních replik. 
Jména postav byla převzata z amerických televizních seriálů, jako je například Bewitched a Uprchlík. Postava Minnie-May vznikla jako výsledek kompromisu mezi Sonodou a vydavatelem.